# Lorraine Ellison
Pour les articles homonymes, voir Ellison.
Lorraine Ellison (née le 17 mars 1931 à Philadelphie et morte le 31 janvier 1983) est une chanteuse de soul, connue pour sa chanson Stay with Me (en) (aussi connue sous le nom Stay with Me Baby, enregistrée en 1966.

## Vie et carrière
Née Marybelle Luraine Ellison à Philadelphie, en Pennsylvanie (États-Unis), elle commença sa carrière en enregistrant avec deux groupes de gospel: Ellison Singers (Sharp/Savoy) en 1962, et Golden Chords (CBS) en 1963, avant de se tourner vers le R&B en 1964. Lorraine doit sa première apparition dans un Hit-Parade à sa reprise de la chanson I Dig You Baby de Jerry Butler, en 1965 sur le label Mercury, qui se plaça à la 22e place du classement Hot R&B/Hip-Hop Songs du magazine américain Billboard.
Elle signa avec la Warner Bros en enregistrant Stay with Me en 1966, profitant d'une annulation de dernière minute du studio et de l'orchestre par Frank Sinatra, alors malade. Jerry Ragovoy, auteur-compositeur et producteur, la réadapta en une nuit pour la rendre jouable par un orchestre symphonique. Stay with Me atteignit la 11e place du classement Billboard Hot R&B/Hip-Hop Songs et fut depuis rééditée par le label Loma.
Son single suivant, Heart Be Still, fut un succès mineur de l'année 1967. Ellison enregistra également Try (Just a Little Bit Harder), plus connue dans sa version reprise par Janis Joplin.
Elle composa plusieurs de ses chansons (seule ou avec Sam Bell, son manager) et vit ses propres compositions enregistrées par de nombreux autres artistes, dont Jerry Butler, Garnet Mimms (en), Howard Tate et Dee Dee Warwick.
Mariée à deux reprises et utilisant le nom Gonzalez-Keys, Lorraine Ellison quitte le monde de la musique pour s'occuper de sa mère, avant de mourir en janvier 1983 d'un cancer de l'ovaire à 51 ans.

## Discographie

### Albums studio
- 1966 : Heart and Soul - Warner Bros.
- 1969 : Stay with Me
- 1974 : Lorraine Ellison

### Compilations
- 1976 : The Best of Philadelphia's Queen
- 1995 : Stay with Me: The Best of Lorraine Ellison
- 2006 : Sister Love: The Warner Bros. Recordings

En 2009, la chanson Stay with Me apparaît sur la B.O. du film Good Morning England.